# Skära gyl
Skära gyl är en sjö i Osby kommun i Skåne och ingår i Skräbeåns huvudavrinningsområde.